# Andriej Szczegolichin
Andriej Anatoljewicz Szczegolichin (ros. Андрей Анатольевич Щеголихин, ur. 23 lipca 1977 w Archangielsku) – rosyjski kajakarz, medalista mistrzostw świata i Europy

## Kariera sportowa
Zdobył brązowy medal w wyścigu kajaków czwórek (K-4) na dystansie 500 metrów na mistrzostwach świata w 1998 w Segedynie (jego partnerami byli: Andriej Tissin, Witalij Gańkin i Roman Zarubin). Na kolejnych mistrzostwach świata w 1999 w Mediolanie zdobył brązowy medal w konkurencji K-4 na 200 metrów (z Anatolijem Tiszczenko, Olegiem Gorobijem i Gańsknem), a w wyścigu dwójek (K-2) na 500 metrów zajął 7. miejsce (w parze w Tiszczenko). Zdobył brązowy medal w konkurencji K-4 na 500 metrów (z Jewgienijem Sałachowem, Gorobijem i Tiszczenko) na mistrzostwach Europy w 2000 w Poznaniu.
Był mistrzem Rosji w konkurencji jedynek (K-1 na 200 metrów w 1996 oraz na 500 metrów i 1000 metrów w 1997.